# Asociația Magistraților din România
Asociația Magistraților din România (AMR)  este o organizație neguvernamentală, apolitică, națională, profesională, a judecătorilor și procurorilor din România.
A fost înființată în anul 1993 ca o continuatoare a tradițiilor și scopurilor Asociației Magistraților și Avocaților (AMA), creată în 1933, și a cărei activitate a încetat în timpul regimului comunist.